# 황구 (영화)
《황구》는 2014년에 개봉한 대한민국의 영화이다.

## 캐스팅
- 지민 : 김한구 역
- 권소현 : 신미수 역
- 이현경 : 한구 엄마 역
- 오순태 : 한구 아빠 역
- 박희건 : 김민구 역
- 김도신 : 최 코치 역
- 김리나 : 최나리 역
- 임주연 : 여학생 1 역
- 임규성 : 민철 역
- 최유송 : 민철 모 역
- 이종혁 : 해설위원 역
- 김현욱 : 캐스터 역
- 임태빈 : 편집기사 역
- 박현빈 : 가수 역 (특별출연)
- 김종구 : 태권도협회 위원장 역 (특별출연)